# الضاوي حنابلية
الضاوي حنابلية ولد في 18 مايو 1922 في الكاف و توفي في 8 أوت 1999 بالمرسى، هو طبيب وسياسي تونسي.

## السيرة الذاتية
الضاوي حنابلية هو أصيل مدينة الكاف. شغل مناصب ثلاث حقائب وزارية في حكومة الهادي نويرة، حيث كان وزير الفلاحة بين 1971 و1974، ثم وزير الداخلية بين 1977 و1979، وأخيرا وزير الصحة بين 1979 و1980.

## مقالات ذات صلة
- حكومة الهادي نويرة